# Districte de Chhindwara
El districte de Chhindwara és una divisió administrativa de Madhya Pradesh a l'Índia, part de la divisió de Jabalpur. La superfície és d'11.815 km² i la població d'1.848.882 habitants. El districte es va formar oficialment a Madhya Pradesh l'1 de novembre de 1956 però ja existia cent anys abans sota domini britànic i dins de Madhya Bharat (1947-1956). La capital és Chhindwara.
Està administrat en 9 tehsils: 
- Chhindwara
- Parasia
- Junnardeo
- Tamia
- Amarwara
- Chourai.
- Bicchua.
- Sausar.
- Pandhurna.

I 11 blocks de desenvolupament: Chhindwara, Parasia, Junnardeo, Tamia, Amarwara, Chourai, Bicchua, Harrai, Mohkhed, Sausar i Pandhurna)

## Història
Chhindwara va estar governada per la dinastia gond de Deogarh (situada a 38 km al sud-oest). Al segle xvii el rei de Deogarh, Bakht Buland, fou tributari de Delhi i va expandir el seu regne a costa del veïns regnes de Mandla i Chanda. Va fundar Nagpur i altres ciutats i a Nagpur va traslladar la capital el rei Chand Sultan, successor de Bakht. Al començament del segle xviii va arribar a ser més important que els regnes gonds de Mandla i Chanda, però a la meitat del segle Raghuji I Bhonsle es va apoderar del regne i va pensionar al darrer rei i així Nagpur i Chhindwara van passar a mans dels marathes.
Després de la batalla de Sitabaldi el 1818, el rei de Nagpur, Appa Sahib fou enviat en custòdia a Allahabad es va escapar i es va refugiar a territoris de prínceps gonds de la regió de Chhindwara, junt amb el cap pindari Chitu, i foren ben rebuts pels jagirdars gonds; finalment va poder marxar al Panjab. Chhindwara com tot el regne de Nagpur va ser administrat per un superintendent britànic (1818-1830) i després de l'extinció de la dinastia (1853) va passar a domini britànic directe (1854) formant la província de Nagpur, dins la qual es va formar el districte; una part dels seus territoris tradicionals (Almod, Bariam Pagara i part del jagir de Pachmarhi) foren transferits al districte d'Hoshangabad, l'estat de Adegaon al districte de Seoni i la comarca de Bordehi al districte de Betul.
El districte es va crear el 1854, i tenia 11.994 km² i una població de 372.899 el 1881, 407.494 (1891) i 407.927 el 1901. Les ciutats principals eren: Chhindwara (la capital), Pandhurna, Mohgaon i Sausar, i a més hi havia 1751 pobles. Administrativament estava dividit en dos tahsils: Chhindwara i Sausar. El tahsil de Chhindwara tenia 9137 km² i una població de 286.779 habitants el 1901 amb capital a Chhindwara i amb 1368 pobles. Incloïa 10 jagirs o principats hereditaris.